# Concepción (San Rafael)
Concepción è un distretto della Costa Rica facente parte del cantone di San Rafael, nella provincia di Heredia.
Concepción comprende 9 rioni (barrios):
- Anonos
- Burial
- Calle Chávez
- Ciénaga
- Charquillo
- Mora
- Palenque
- Pilas
- Turú